# Bockhammar
Bockhammar är en by och ett tidigare järnbruk i Gunnilbo socken, Skinnskattebergs kommun, Västmanland (Västmanlands län). Byn är känd för Ebba Brahes lusthus, Sveriges äldsta bevarade lusthus, som ingår i Ekomuseum Bergslagen.
Bockhammars bruk anlades 1607 och bestod av en stångjärnssmedja med tre hamrar. Troligtvis fanns redan där innan hamrar. Kort därefter förvärvades bruket av riksdrotsen Magnus Brahe som redan ägde bruket i Uttersberg. Hans dotter Ebba Brahe ärvde Bockhammar 1633. 
Från mitten till slutet av 1600-talet fanns även en hytta vid Bockhammar. Jacob Ramsell, ägare till det stora Färna bruk, förvärvade sedermera Bockhammar, och 1789 stiftade han Färna och Bockhammars fideikommiss, det största i Sverige till ytan. På 1800-talet moderniserades driften vid Bockhammar, och lancashiremetoden infördes. År 1849 beskrivs Bockhammar som ett järnbruk med fyra härdar om totalt 2333 3/10 skeppund stångjärnssmide. Trots detta lades bruket ner år 1880.
Kvar i dag finns, förutom Ebba Brahes lusthus (troligen uppfört 1636), en timrad mangårdsbyggnad med locklistpanel från 1817.  Inom det gamla bruksområdet finns en mängd lämningar efter olika smedjor, vattenrännor med mera.